# Pioneer Electronics 200 1993
Pioneer Electronics 200 1993 var ett race som var den fjortonde deltävlingen i PPG IndyCar World Series 1993. Racet kördes den 12 september på Mid-Ohio Sports Car Course. Emerson Fittipaldi tog en nödvändig seger för att hålla sig kvar i kampen om mästerskapet. Eftersom mästerskapsledande Nigel Mansell råkade ut för problem och slutade två varv efter, kunde Fittipaldi minska avståndet till mer överkomliga 13 poäng. Paul Tracy var återigen den snabbaste föraren, men han ställde till det för sig själv med ett misstag. Robby Gordon slutade tvåa, medan Scott Goodyear tog hand om tredjeplatsen.

## Slutresultat
| Plats | Förare             | Team                     | Grid | Kvaltid  |
| ----- | ------------------ | ------------------------ | ---- | -------- |
| 1     | Emerson Fittipaldi | Marlboro Team Penske     | 3    | 1.08,579 |
| 2     | Robby Gordon       | A.J. Foyt Enterprises    | 15   | 1.09,777 |
| 3     | Scott Goodyear     | Walker Racing            | 5    | 1.09,126 |
| 4     | Raul Boesel        | Dick Simon Racing        | 4    | 1.09,107 |
| 5     | Arie Luyendyk      | Chip Ganassi Racing      | 8    | 1.09,479 |
| 6     | Bobby Rahal        | Rahal-Hogan Racing       | 14   | 1.09,663 |
| 7     | Mario Andretti     | Newman/Haas Racing       | 10   | 1.09,549 |
| 8     | Al Unser Jr.       | Galles Racing            | 6    | 1.09,126 |
| 9     | Scott Brayton      | Dick Simon Racing        | 18   | 1.10,155 |
| 10    | Jimmy Vasser       | Hayhoe Racing            | 9    | 1.09,541 |
| 11    | Willy T. Ribbs     | Walker Racing            | 22   | 1.10,887 |
| 12    | Nigel Mansell      | Newman/Haas Racing       | 1    | 1.08,428 |
| 13    | Hiro Matsushita    | Walker Racing            | 23   | 1.11,136 |
| 14    | Robbie Buhl        | Dale Coyne Racing        | 24   | 1.11,559 |
| 15    | Scott Pruett       | Pro Formance Motorsports | 20   | 1.10,746 |
| 16    | Olivier Grouillard | Indy Regency Racing      | 28   | 1.12,721 |
| 17    | Brian Till         | Turley Motorsports       | 19   | 1.10,348 |
| 18    | Marco Greco        | Sovereign Racing         | 25   | 1.12,087 |
| 19    | Mark Smith         | Arciero Racing           | 13   | 1.09,594 |
| 20    | Buddy Lazier       | Leader Cards Racing      | 26   | 1.12,318 |
| 21    | Maurício Gugelmin  | Dick Simon Racing        | 12   | 1.09,586 |
| 22    | Mike Groff         | Rahal-Hogan Racing       | 17   | 1.09,877 |
| 23    | Dave Kudrave       | Euromotorsport           | 27   | 1.12,509 |
| 24    | Teo Fabi           | Hall/VDS Racing          | 7    | 1.09,467 |
| 25    | Paul Tracy         | Marlboro Team Penske     | 2    | 1.08,564 |
| 26    | Stefan Johansson   | Bettenhausen Motorsports | 11   | 1.09,552 |
| 27    | Danny Sullivan     | Galles Racing            | 16   | 1.09,787 |
| 28    | Eddie Cheever      | Budweiser King Racing    | 21   | 1.10,746 |